# Beautiful Stranger
Beautiful Stranger è un singolo della cantautrice statunitense Madonna inserito nella colonna sonora del film Austin Powers - La spia che ci provava, il secondo episodio dedicato alle avventure dell'agente segreto interpretato da Mike Myers, che appare nel videoclip come coprotagonista.
Oltre ad essere inciso sull'album contenente la colonna sonora del film, Beautiful Stranger è stato anche incluso nel GHV2. È la canzone più trasmessa dalle radio europee di tutti i tempi.
Raggiunse la numero uno in Finlandia, Lituania, Polonia, Ungheria, Ucraina, Argentina, Brasile, Messico, Hong Kong e Libano. Negli USA uscì solo come singolo promozionale.

## Il video
Il video è stato diretto da Brett Ratner a Los Angeles agli Universal Studios il 1º maggio, ed ha vinto il premio come miglior video tratto da un film sia agli MTV Video Music Awards che ai Grammy Awards.

## Tracce
CD maxi (Maverick 9362 44699-2 / EAN 0093624469926)
1. Beautiful Stranger (LP Version) – 4:22
2. Beautiful Stranger (Calderone Club Mix) – 10:12
3. Beautiful Stranger (Calderone Radio Mix) – 4:03

## Remix ufficiali
1. Beautiful Stranger (William Orbit Radio Edit) – 3:56
2. Beautiful Stranger (Victor Calderone Club Mix) – 10:12
3. Beautiful Stranger (Victor Calderone Radio Mix) – 4:03

Remix promozionali
1. Beautiful Stranger (Victor Calderone New Club Edit) – 5:00
2. Beautiful Stranger (Victor Calderone Dub) – 6:20
3. Beautiful Stranger (Instrumental) – 4:22
4. Beautiful Stranger (Karaoke Instrumental - Non-Austin Powers Intro) – 3:41
5. Beautiful Stranger (Karaoke Instrumental - Austin Powers Intro) – 4:34
6. Beautiful Stranger (Video Version with Austin Powers Intro & Outro) – 4:22

## Crediti
- Autori - Madonna, William Orbit
- Produttori - Madonna, William Orbit
- Additional remix - Victor Calderone
- Additional production - Victor Calderone

## Classifiche
| Classifica (1999) | Posizione raggiunta |
| ----------------- | ------------------- |
| Finlandia         | 1                   |
| Regno Unito       | 2                   |
| Austria           | 5                   |
| Nuova Zelanda     | 5                   |
| Svizzera          | 6                   |
| Paesi Bassi       | 6                   |
| Norvegia          | 8                   |
| Belgio (Vallonia) | 12                  |
| Austria           | 14                  |
| Belgio (Fiandre)  | 15                  |
| Svezia            | 15                  |
| Francia           | 17                  |
| Islanda           | 1                   |
| Italia            | 1                   |
| Canada            | 1                   |